# Rathaus (Mühlheim an der Donau)

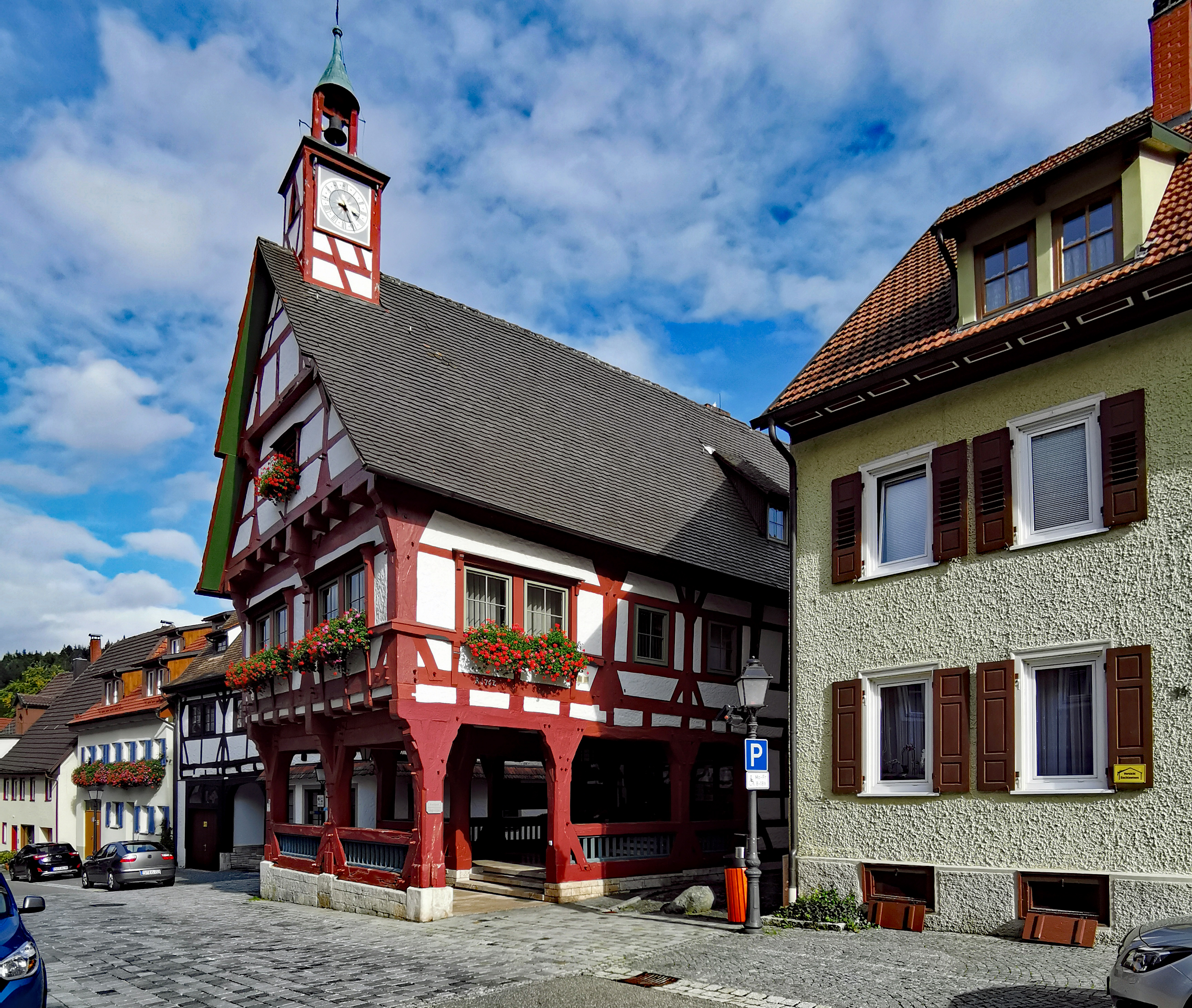
Das Rathaus in Mühlheim an der Donau (2020)

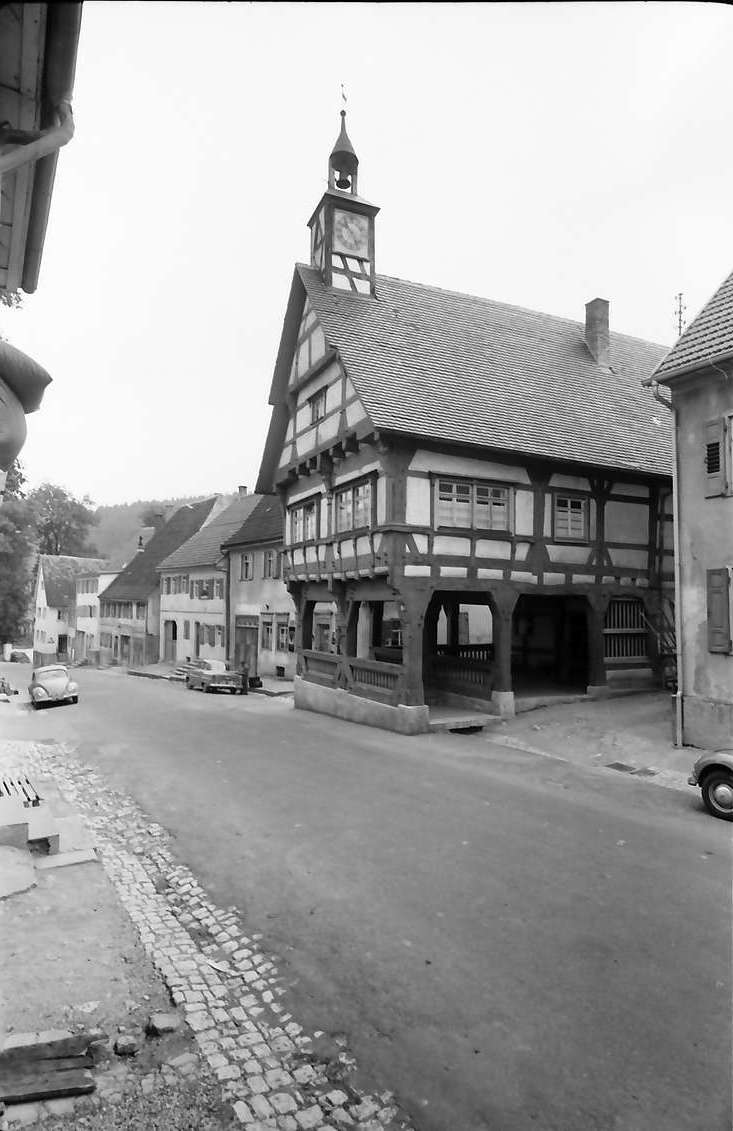
Das Rathaus in Mühlheim an der Donau im Jahr 1956

Das Rathaus in Mühlheim an der Donau, einer Stadt im Landkreis Tuttlingen in Baden-Württemberg, wurde um 1400, kurz nach der Übernahme der Stadt durch die Herren von Enzberg, errichtet. Von 1840 bis 1844 wurde der rückwärtige Teil zur Hinteren Straße abgebrochen und neu aufgebaut. Das Rathaus an der Hauptstraße 16 ist ein geschütztes Kulturdenkmal.
Der zweigeschossige Fachwerkbau mit Satteldach besitzt eine offene Säulenhalle im Erdgeschoss, wo Salz und Getreide verkauft wurden, und einen Dachreiter. Die Glocke im Dachreiter trägt die Jahreszahl 1416. Sie ist mit der Inschrift: „dies Gloegli machet Hans Klain in rotwil anno MCCCC XVI“ versehen. Von 1802 bis 1845 diente das Rathaus auch als Schulhaus.
Die Wanddekoration stammt von Tobias Weiß aus Nürnberg, die Ausführung der Sgraffitomalerei ist von Speck aus Wurmlingen.